# Sphaerosyllis ovigera
Sphaerosyllis ovigera är en ringmaskart som beskrevs av Langerhans 1879. Sphaerosyllis ovigera ingår i släktet Sphaerosyllis och familjen Syllidae. Arten har ej påträffats i Sverige. Inga underarter finns listade i Catalogue of Life.